# Caskey Swaim
William Caskey Swaim (* 11. Januar 1947 in Lexington, North Carolina) ist ein US-amerikanischer Fernseh-, Film- und Theaterschauspieler, der durch seine Rolle in der Fernsehserie Project U.F.O. (1978–1979) Bekanntheit erlangte.

## Biografisches
Swaim besuchte die High School in seiner Heimatstadt Lexington. An der Schauspielerei war er seit seiner Kindheit interessiert, nachdem er im Alter von fünf Jahren eine Kino-Vorstellung des Marlon-Brando-Films Die Faust im Nacken gesehen hatte. Nach seinem Schulabschluss 1965 studierte Swaim zunächst an der Gardner–Webb University im Cleveland County und wurde anschließend zum Militärdienst eingezogen. Er diente achtzehn Monate als Sanitäter in Okinawa und kehrte 1969 von seiner Tour of Duty in die Vereinigten Staaten zurück. In seiner Heimatstadt Lexington ging Swaim zunächst ein Jahr lang einer geregelten Arbeit nach, ehe er heiratete und 1971 mit seiner Ehefrau nach Kalifornien zog, in der Hoffnung, dort als Schauspieler Fuß fassen zu können.
In Kalifornien hatte Swaim, der in seiner Jugend lediglich in Schulaufführungen mitgewirkt hatte, zunächst keinen Erfolg bei seinen Versuchen, in der Schauspielbranche ein Engagement zu finden. Stattdessen war er gezwungen, eine Arbeit als Nachtwächter anzunehmen, um sich und seine Frau über Wasser zu halten. Auf Anraten eines anderen Schauspielers nahm er parallel dazu an einem G.-I.-Bill-gesponserten Workshop teil, um seine Chancen zu verbessern. Schließlich hatte eine seiner Bewerbungen Erfolg und Swaim bekam eine kleine Statistenrolle im Theater Craft Playhouse für eine Bühnenaufführung von John Steinbecks Roman Von Mäusen und Menschen. Während der Arbeit in dem Theater traf er einen Schauspielagenten, welcher sich seiner annahm und Swaim eine kleine Nebenrolle in dem Filmprojekt Heroes verschaffte.
Nachdem Heroes abgedreht war, kehrte Swaim noch einmal für kurze Zeit auf die Theaterbühne zurück, bevor er sich erfolgreich bei der NBC um eine Rolle in der von Jack Webb produzierten Serie Project U.F.O. bewarb. Die Rolle des Sergeant Harry Fitz spielte Swaim in allen 26 Episoden, bevor die Serie nach zwei Staffeln eingestellt wurde. Dennoch eröffnete diese Rolle Swaim die Möglichkeit, seinen Nachtwächter-Job zu kündigen und sich zukünftig auf eine Vollzeitarbeit als Schauspieler zu konzentrieren. So konnte er in den 1980er Jahren weitere Rollen in einigen Filmprojekten, darunter auch in dem Horrorfilm Freitag der 13. – Ein neuer Anfang, bekommen und Gastauftritte in vereinzelten Episoden bekannter Fernsehserien wie CHiPs, Das A-Team, Sledge Hammer! und Matlock absolvieren.

## Filmografie (Auswahl)
- 1985: Freitag der 13. – Ein neuer Anfang (Friday the 13th: A New Beginning)